# Holborn (metropolitana di Londra)
Holborn è una stazione della metropolitana di Londra, all'incrocio tra la linea Central e la linea Piccadilly, situata nel quartiere di Holborn nel centro di Londra.

## Storia

### Progettazione e costruzione
La stazione fu progettata dalla Great Northern and Strand Railway (GN&SR) che aveva ricevuto nel 1899 l'approvazione del Parlamento per una tratta ferroviaria da Wood Green allo Strand. Quando la GN&SR venne acquisita dalla Brompton and Piccadilly Circus Railway (B&PCR) nel 1901, entrambe le compagnie passarono sotto il controllo del finanziere americano Charles Yerkes e della sua Underground Electric Railways Company of London (UERL). Per collegare le tratte progettate per le due compagnie, la UERL ottenne il permesso di scavare nuovi tunnel fra Piccadilly Circus e Holborn. Le due compagnie vennero formalmente fuse nella Great Northern, Piccadilly and Brompton Railway (GNP&BR, in seguito Piccadilly line) nel novembre 1902.

Il collegamento fra i due percorsi originariamente progettati implicò la trasformazione del tratto a sud di Holborn in una diramazione della linea principale. I lavori sulla tratta principale procedettero rapidamente ed erano in larga parte già completi nell'autunno del 1906. Quelli sulla diramazione procedettero più lentamente, mentre il consiglio comunale completava la riqualificazione dell'area con l'apertura del viale di Kingsway e il tunnel tramviario al di sotto, e la compagnia decideva come progettare il collegamento tra la diramazione e la linea principale alla stazione di Holborn. La stazione originariamente avrebbe dovuto avere solo due piattaforme, che sarebbero state condivise dai treni sulla linea principale e da quelli che avrebbero effettuato il servizio navetta sulla diramazione. Questo avrebbe comportato un'interferenza dei treni navetta con le frequenze sulla linea principale, perciò il progetto venne più volte modificato fino a includere quattro piattaforme. Il tunnel della linea principale in direzione sud non era connesso con la diramazione. 

Disposizione originaria della piattaforme della GNP&BR

I treni accedevano a questo ramo della linea tramite uno scambio dal tunnel in direzione nord. Per una maggiore comodità di accesso per i passeggeri, il tunnel della diramazione verso nord terminava in un binario morto con una piattaforma adiacente a quella della linea principale in direzione nord. Per consentire al tunnel della linea principale in direzione sud-ovest verso Covent Garden di evitare i tunnel della diramazione, questo fu costruito a un livello più basso degli altri tunnel e delle piattaforme.
Come per la maggior parte delle altre stazioni della GNP&BR, l'edificio fu progettato dall'architetto Leslie Green, anche se a Holborn la facciata della stazione venne costruita in pietra anziché con la tipica terracotta rossa della compagnia, per via delle restrizioni urbanistiche che imponevano l'uso della pietra per le facciate degli edifici che davano su Kingsway. L'ingresso della stazione e le uscite sulla facciata vennero costruite in granito, mentre le altre parti del piano terra e del primo piano nello stesso stile, ma utilizzando la pietra di Portland. Il resto dell'edificio al di sopra del primo piano venne costruito contemporaneamente alla stazione. L'accesso alle piattaforme avveniva per mezzo di ascensori (due coppie di ascensori in pozzi circolari condivisi) costruiti dalla compagnia americana Otis e da una scala di emergenza alloggiata in un pozzo separato.
Sebbene la stazione fosse stata costruita dove i tunnel della GNP&BR incrociavano quelli della Central London Railway (CLR, oggi la Central line) non venne realizzato un interscambio dato che la stazione più vicina della CLR, British Museum, si trovava a soli 250 metri a ovest. I passeggeri che desideravano passare da una linea all'altra dovevano farlo a livello della superficie.
La stazione aprì il 15 dicembre 1906. L'apertura della diramazione verso la stazione dello Strand (in seguito rinominata Aldwych) venne posticipata al 30 novembre 1907.
L'interscambio con la stazione della CLR, che comportava l'uso di due ascensori nelle due stazioni, era considerato uno dei punti deboli della rete. Un sottopassaggio sotterraneo venne preso in considerazione nel 1907. Nel 1913 venne sottoposta al Parlamento una proposta per allargare i tunnel, in modo da creare nuove piattaforme per la CLR alla stazione di Holborn e abbandonare la stazione di British Museum, ma lo scoppio della guerra bloccò l'inizio dei lavori.

### Modernizzazione
Come molte altre stazioni della metropolitana nel centro di Londra, Holborn venne modernizzata all'inizio degli anni trenta. Gli ascensori vennero rimpiazzati da quattro scale mobili che conducevano da una nuova e ampliata biglietteria fino a un piano intermedio per le piattaforme della Central line, da dove altre tre scale mobili conducevano alle piattaforme della Piccadilly line al livello inferiore. Le facciate della stazione su Kingsway e High Holborn vennero parzialmente ricostruite in stile modernista su progetto dell'architetto Charles Holden e gli elementi in granito vennero sostituiti da frontoni in pietra di Portland, forati da vetrate.
Le nuove piattaforme della Central line aprirono il 25 settembre 1933, sostituendo quelle della stazione di British Museum, che avevano chiuso il giorno prima. Come parte della modernizzazione, la stazione venne rinominata Holborn (Kingsway), ma il suffisso gradualmente venne abbandonato e oggi non compare più nella segnaletica e sulle mappe della metropolitana. Le nuove piattaforme portarono a un incremento del numero di passeggeri che usavano l'interscambio fra le due linee, che decuplicò fra il 1933 e il 1938.
La piastrellatura sulle piattaforme della stazione venne rifatta negli anni ottanta, con murali disegnati dall'artista Allan Drummond e ispirati al British Museum, raffiguranti antichità romane ed egiziane, con sarcofagi, statue e colonne a trompe-l'œil.

### Diramazione verso Aldwych

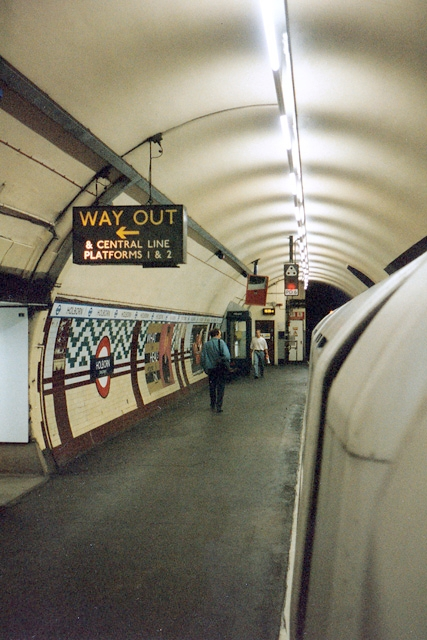
La piattaforma della diramazione verso Aldwych poco prima della chiusura nel 1994.

Inizialmente i treni navetta sulla diramazione operavano dalla "through platform" di Holborn, situata sul binario in direzione nord. Nelle ore di punta veniva aggiunto un treno addizionale che partiva dalla "bay platform" di Holborn nel tunnel occidentale della diramazione. Nel corso del primo anno di attività, un treno notturno per il pubblico dei teatri partiva dal lunedì al sabato dalla stazione dello Strand, attraverso Holborn, e lungo la linea principale in direzione nord fino a Finsbury Park. Questo servizio cessò nell'ottobre 1908.
Nel marzo 1908 il servizio navetta iniziò a utilizzare il tunnel occidentale della diramazione, passando da un binario all'altro tramite uno scambio a sud di Holborn. Lo scarso utilizzo portò alla soppressione del secondo treno nelle ore di punta e il tunnel orientale cessò di essere utilizzato nel 1914. Il servizio domenicale cessò nell'aprile 1917 e nell'agosto dello stesso anno la "bay platform" di Holborn venne chiusa. In seguito questa venne convertita in stanze che furono usate, in epoche diverse, come uffici, rifugi antiaerei, magazzini, una sottostazione elettrica e un ostello in tempo di guerra.
Durante la seconda guerra mondiale la diramazione di Aldwych fu chiusa temporaneamente il 22 settembre 1940 e venne in parte utilizzata come rifugio antiaereo. I tunnel vennero adibiti a magazzini per alcune opere d'arte del British Museum, inclusi i Marmi di Elgin. La diramazione riaprì il 1º luglio 1946, ma il numero di passeggeri non crebbe. Nel 1958 fu nuovamente presa in considerazione la chiusura della linea; alla fine la diramazione sopravvisse, ma il servizio venne limitato alle ore di punta dal lunedì al venerdì e al sabato mattina. Il servizio del sabato cessò nel giugno 1962.
Dopo oltre 30 anni di operatività a regime ridotto, l'annuncio della chiusura della diramazione arrivò il 4 gennaio 1993. Gli ascensori originali del 1907 nella stazione di Aldwych dovevano essere sostituiti e il costo preventivato sarebbe stato di circa 3 milioni di sterline. Questa spesa non era giustificata dato che la stazione veniva utilizzata da soli 450 passeggeri al giorno. La stazione di Aldwych e la diramazione furono chiuse il 30 settembre 1994.
Dal 1994 a oggi, la piattaforma della diramazione nella stazione di Holborn è stata utilizzata per collaudare la nuova segnaletica e nuovi sistemi di cartelloni pubblicitari.

### Incidenti
Un incidente si verificò sulla Central line a Holborn il 9 luglio 1980 e coinvolse due treni. Il convoglio delle 13:17 dalla stazione di Liverpool Street diretto a White City, fermo alla piattaforma in direzione ovest, fu investito dal treno delle 12:49 da Hainault a Ealing Broadway. Il treno investitore stava rallentando in risposta al sistema di frenata d'emergenza attivato da due segnali di pericolo sulla linea, ma non riuscì a fermarsi in tempo per evitare la collisione. Il guidatore del treno e 20 passeggeri rimasero feriti. Un'inchiesta stabilì che l'incidente era stato causato dal guidatore che aveva perso il controllo del treno. Il servizio rimase interrotto fino al giorno seguente.
Il 21 ottobre 1997, un ragazzino di 9 anni, Ajit Singh, venne trascinato e rimase ucciso quando un bottone del suo giubbotto rimase incastrato nella porta di un treno della Piccadilly line.

## Interscambi
Nelle vicinanze della stazione effettuano fermata alcune linee urbane automobilistiche, gestite da London Buses.
- Fermata autobus[8]

Prima della chiusura della rete tramviaria originale di Londra nel 1952, Holborn forniva un interscambio tra la metropolitana e il tram, per mezzo della fermata tramviaria sotterranea di Holborn, situata a poca distanza a sud della stazione. Si trattava dell'unica parte di Londra con una linea di tram che correva in un tunnel sotterraneo. La stazione tramviaria di Holborn esiste tuttora nel sottosuolo, sebbene non sia più accessibile al pubblico.

## Nella cultura di massa
La piattaforma in disuso della diramazione e altre parti della stazione sono state utilizzate per le riprese di video musicali di artisti quali Howard Jones (New Song) e le band Suede (Saturday Night) e Aqua (Turn Back Time).